# Гиббонс, Бет
Бет Гиббонс (англ. Beth Gibbons, род. 4 января 1965, Эксетер) — британская певица, автор песен и солистка группы Portishead.

## Биография
Бет Гиббонс родилась 4 января 1965 года в британском городе Эксетер и выросла на маленькой ферме в 30 километрах от городка. В возрасте 22 лет она переехала в Бристоль, где и начала свою музыкальную карьеру. В 1991 г. вместе с Джеффом Бэрроу и Адрианом Атли сформировала трип-хоп группу Portishead. Эта группа стала одним из первых и самых влиятельных коллективов в этом жанре как часть так называемой сцены Bristol sound.
В свободное от группы время Бет приняла участие в совместном проекте с Полом «Rustin’ Man» Вэббом из Talk Talk. Они выпустили сольный альбом «Out of Season» в 2002 году. В чартах Великобритании альбом достиг 28 строчки.
Бет отмечает, что на её музыкальное творчество повлияли такие исполнители как Нина Симон (Nina Simone), Эдит Пиаф (Edith Piaf), The Sugarcubes, Pixies, а также Лиза Джеррард из Dead Can Dance и Элизабет Фрейзер из Cocteau Twins.
В июне 2013 года певица объявила о запланированном новом сольном альбоме, работа над которым ведется в сотрудничестве с Domino Records. Её вокал можно также услышать в кавер-версии трека Black Sabbath, выпущенном британской метал-группой Gonga в апреле 2014 года.
В 2014 г. Гиббонс выступила в качестве солистки в концертной записи Симфонии скорбных песнопений Хенрика Гурецкого с Национальным симфоническим оркестром Польского радио (дирижёр Кшиштоф Пендерецкий), запись выпущена в 2019 году и стала дебютом Гиббонс в области академической музыки.

## Дискография

### В составе Portishead
- Dummy (1994)
- Portishead (1997)
- Roseland NYC Live (1998)
- Third (2008)

### Сольные записи
- Out of Season (2002) вместе с Rustin Man
- Henryk Górecki: Symphony No. 3 (Symphony of Sorrowful Songs) (2019)
- Lives Outgrown (2024)